# Tempête de boulettes géantes (jeu vidéo)
Tempête de boulettes géantes (Cloudy with a Chance of Meatballs) est un jeu vidéo de plates-formes développé par Ubisoft Shanghai et édité par Ubisoft, sorti en 2009 sur de multiples consoles de jeu,. Il s'agit d'une adaptation du film du même nom.